# Baj
Baj (německy Woj nebo Wallern) je obec v Maďarsku v župě Komárom-Esztergom, spadající pod okres Tata. Téměř besprostředně sousedí s Tatou. V roce 2015 zde žilo 2 779 obyvatel.
Jedinou sousední obcí je město Tata.